# Cratere Kurosawa
Kurosawa  è un cratere sulla superficie di Mercurio.